# Nikolaj Tjernetskij
Nikolaj Tjernetskij (ryska: Николай Николаевич Чернецкий), född den 29 november 1959 i Bisjkek, Kirgiziska SSR, Sovjetunionen, är en sovjetisk friidrottare inom kortdistanslöpning.
Han tog OS-guld på 4 x 400 meter stafett vid friidrottstävlingarna 1980 i Moskva. 